# Карпенко-Каражелясков Стефан Костянтинович
Стефан Костянтинович Карпенко-Каражелясков (партійний псевдонім Карпенко, справжнє прізвище Каражелясков; 1890, Чумлекіой, Аккерманський повіт, Бессарабська губернія — 10 червня 1938, Краснодар) — російський революціонер болгарського походження, пізніше радянський державний діяч.

## Біографія
Народився в болгарській колонії Чумлекіой Іваново-Болгарської волості (Аккерманський повіт). 1918 року закінчив 4 курси агрономічного факультету Київського політехнічного інституту. У 1909—1919 роках — член партії лівих соціалістів-революціонерів, активіст її низових осередків. У 1919 році вступив до РКП(б). У тому ж році — заступник завідувача відділу міської управи, боєць робочого батальйону та член колегії повітового земельного відділу у Проскурові Кам'янець-Подільської губернії.
Із 6 жовтня 1919 — в Нижегородському губернському управлінні господарствами Народного комісаріату землеробства РРФСР (Губрадгосп). Із 16 жовтня 1919 — голова ради народного господарства Нижньогородського губернського виконавчого комітету (ГВК), із 24 січня 1920 — член колегії його земельного відділу. Із 15 травня 1920 року — завідувач підвідділу радянських господарств земельного відділу Нижньогородського ГВК, з січня 1922 року — заступник завідувача земельного відділу ГВК, з 4 березня 1922 року по 18 грудня 1922 року — знову завідувач підвідділу радянських господарств земельного відділу. Кандидат у члени Нижньогородського ГВК (28 лютого 1920 — 23 липня 1920), член правління Нижньогородського МВ Союзу працівників землі (9 червня 1920 — 24 листопада 1920), член правління Нижньогородського МВ Союзу працівників землі та лісу (24 листопада 1920 — 2), делегат V, VI, VII, IX та X губернського з'їзду СРКіКД, XI губернської конференції РКП(б), II Всеросійського з'їзду Союзу працівників землі та лісу.
З січня 1923 по червень 1926 — заступник Наркому землеробства Казахської АРСР. Член КазЦВК (1924—1926). У 1926—1930 роках — заступник завідувача Північно-Кавказького крайового земельного управління та директор Північно-Кавказького крайового тресту радгоспів у Ростові-на-Дону. У 1930—1933 роках — директор Новочеркаського зернового інституту .
З 1933 і до арешту в 1937 — директор Краснодарської вищої сільськогосподарської школи (з 1936 — Краснодарський сільськогосподарський інститут).
Заарештовано 8 жовтня 1937 року за статтею 58/10/11 КК РРФСР, засуджено 10 червня 1938 року і розстріляно того ж дня. Реабілітований Військовою колегією ВС СРСР 22 січня 1957 року.

## Родина
- Перша дружина (до 1919 року) — Христина Шидловська.
  - Дочка — Олена Стефанівна Каражеляскова, була одружена з інженером-архітектором Іллею Самуїловичем Фрейдманом. Їхня донька — актриса та театральний педагог Юнона Іллівна Карьова.
- Друга дружина — Метта Карлівна Карпенка-Заволзька (1894, Лібава — 1938, Краснодар), член ВКП(б) з 1924 року, помічник секретаря газети «Нижньогородська комуна», зав. відділом редакції газети «Радянський орач» та Півнкаввидатом. Заарештована 4 листопада 1937, розстріляна 5 вересня 1938[3].